# Корси, Деметрио
Деметрио Ко́рси Луэго (исп. Demetrio Korsi; 13 января 1899, Панама — 30 октября 1957, там же) — панамский поэт, представитель перехода от модернистской к авангардной литературе в первой половине XX века. Его произведения ориентированы на национальную действительность и исторические события, с интересом к жизни народа и юмористическим оттенком. Он поднимал темы фольклора, культурного вклада африканских и коренных народов, а также вопрос Панамского канала.

## Биография
Сын отца-грека и матери-панамки, он начал изучать медицину и право, но учёбу не закончил по состоянию здоровья. В 1916 году некоторые из его стихов были включены Октавио Мендесом Перейрой в антологию Parnaso Panameño, что дало толчок его поэтическому призванию.
Несколько лет жил в Париже и Нью-Йорке. Служил консулом в Сан-Франциско (Калифорния), Кингстоне (Ямайка), а также в Гавре, Бордо и Марселе (Франция).
В 1926 году он женился в Гавре на француженке Анжеле Жюлиан, от которой у него родилась дочь Жаклин. После развода женился в 1948 году на Элоисе Матильде Сандовал в Панаме, от которой у него было трое детей: Долли Елена, Деметрио III и Шейла. Умер 30 октября 1957 года в городе Панама, работая над одним из своих стихотворений.

## Работы
Автор поэтических сборников «Под солнцем Калифорнии» (1924), «Ветер в горах» (1926), «Гринго приходят, а кумбия исчезает…» (1953) и др.
- Los Poemas Extraños (1920)
- Los pájaros de la montaña (1924)
- Bajo el sol de California (1924)
- El viento de la montaña (1926)
- El Palacio del Sol (1927)
- Block (1934)
- Incidente de Cumbia (1935)
- El grillo que cantó sobre el canal (1937)
- Cumbia y otros poemas panameñistas (1941)
- El grillo que cantó bajo las hélices (1942)
- Yo cantaba a la falda del Ancón (1943)
- Pequeña Antología (1947)
- Canciones efímeras (1950)
- Nocturno en gris (1952)
- Los gringos llegan y la cumbia se va… (1953)
- El tiempo se perdía y todo era lo mismo (1955)
- Los Ruiseñores Ciegos.
- Nunca Mía
- Visión de Panamá
- Vespertina (1923)